# Cmentarz żydowski w Piątku
Cmentarz żydowski w Piątku – kirkut mieści się niedaleko drogi do Pokrzywnicy, po lewej stronie szosy, na wysokości tablicy miejscowości.
Obecnie na jego terenie brak jakichkolwiek macew, teren dawnej nekropolii jest zarośnięty.